# Ljudmila Rudenko
Ljudmila Volodimirivna Rudenko (ruski: Людми́ла Влади́мировна Руде́нко, ukrajinski: Людмила Володимирівна Руденко; Lubni, 27. srpnja 1904. – Lenjingrad, 4. ožujka 1986.) je bila ukrajinska i sovjetska šahovska velemajstorica i druga po redu svjetska prvakinja u šahu, od 1950. do 1953. godine.

## Rani život
Rođena je u mjestu Lubni u Poltavskoj guberniji, tada dio Ruskog Carstva, a danas u sjeverozapadnoj Ukrajini. Nakon što je školovanje počela u rodnom kraju, u Odesi je završila ekonomsku školu. U mladosti se ozbiljno bavila sportskim plivanjem, te je 1925. godine postala doprvakinjom Ukrajinske SSR u prsnom plivanju.
1925. godine preselila se u Moskvu, gdje se zaposlila na poslovima ekonomskog planiranja.

## Šahovska karijera
Od uzrasta od 10 godine Ljudmila Rudenko je igrala šah, a nakon preseljenja u Moskvu počela je nastupati na prvim šahovskim turnirima. 1928. godine je postala ženskom šahovskom prvakinjom Moskve.
Iste godine se preselila u Lenjingrad, gdje se kasnije udaje za znanstvenika Leva Davidoviča Goldsteina; 1931. godine rodit će im se sin. Tri puta je osvojila naslov ženske prvakinje Lenjingrada u šahu.
Tijekom Opsade Lenjingrada u Drugom svjetskom ratu sudjelovala je u akciji koju je kasnije opisala kao najvažnije postignuće u svojem životu: organizirala je konvoj od 12 vozila kojim su iz grada evakuirana djeca radnika tvornice kod koje je ona bila zaposlena; njih oko 300. Akcija je bila izuzetno komplicirana jer su djeca bila raštrkana širom velikog grada zahvaćenog ratnim operacijama.
Nakon što je svjetska prvakinja Vera Menčik poginula 1944. godine u bombardiranju Londona, tek je 1949. godine održano svjetsko žensko šahovsko prvenstvo u Moskvi. Od šesnaest šahistica, četiri sovjetske su osvojile prva četiri mjesta; Ljudmila Rudenko je postala prvakinja.
Stan L. Rudenko u Lenjingradu, koji je bio opremljen bibliotekom u kojoj je uvijek bio novih knjiga, bio je stjecište mnogih šahista koji su dolazili u taj grad.
Prvakinja je ostala dok nije poražena od Jelisavete Bikove, također sovjetske šahistice.
U kasnijem životu, ostala je uključena u život šahovske zajednice, te je bila šahovski pedagog. Do kraja života živjela je Lenjingradu. Nikad nije otputovala izvan granica Sovjetskog Saveza.

## Vanjske poveznice
- "Lyudmila Rudenko", kratka biografija kod "World Chess Hall of Fame"
- "Ludmyla Rudenko Memorial", 23. kolovoza 2011., medijski izvještaj o šahovskom turniru održanom u St. Peterburgu 2011. godine u spomen L. Rudenko

- popis zapaženih partija L. Rudenko, The Greatest Chess Queens, Sylvia Lovina Chidi, lipanj 2004.